# قرض بضمان إضافي
قرض بضمان إضافي في الاقتصاد (بالإنجليزية: secured loan أو collateral loan) هو قرض يقدم فيه المقترض إلى الدائن شيئا ذي قيمة (مثل سيارة أو ملك) تكون ضمانا لصاحب المال عن القرض لكي يوافق على إعطائه القرض. وفي حالة عدم قيام المدين بسداد القرض أو أقساط القرض، فإن ملكية الضمان الإضافي تنتقل إلى الدائن الذي قد يبيعها للحصول على ماله. ومثال على ذلك حالة حبس الرهن للعقار. في تلك الحالة يصبح لصاحب المال (المصرف) حق في العقار بموجب العقد.
وعكس القرض بضمان إضافي يوجد القرض بدون ضمان الذي لا يتضمن عقده ضمانا ماديا إضافيا يعتبر تأمينا لصاحب المال على استعادة ماله بالإضافة إلى الفائدة المتعاقد عليها مع المدين.

## اقرأ أيضاً
- وثيقة تسوية
- معدل الفائدة الإسمية
- معدل الفائدة الفعلية
- مردود الاستثمار
- الحد الأدنى للعائد
- مركز مربح
- مركز تكلفة
- مركز استثماري
- نظارة الحسابات
- تخصيص الأموال
- حجم الأعمال (اقتصاد)